# 존 리 (홍콩의 행정장관)
레이가치우(중국어: 李家超, 한어 병음: Lǐ Jiāchāo 리자차오[*], 월병: Lei5 Gaa1 ciu1, 1957년 12월 7일~ ) 또는 존 리 카 치우(영어: John Lee Ka-chiu)는 홍콩의 경찰 출신 정치인이자 제5대 행정장관이다. 그는 보안부장관(2017-2021)과 정무사장(2021-2022)을 역임했으며, 2022년 행정장관에 출마하기 위해 사임했다. 2022년 간접선거 형태의 행정장관 선거에 단독출마, 선거인단 1,460명 중 1,416표를 얻어 당선되었다.

## 역대 선거 결과
| 선거명      | 직책명          | 대수 | 정당   | 득표율 | 득표수 | 결과 | 당락 |
| ----------- | --------------- | ---- | ------ | ------ | ------ | ---- | ---- |
| 2022년 선거 | 홍콩의 행정장관 | 5대  | 무소속 | 99.44% | 1416표 | 1위  |      |